# Psykopedagogisk intervention
Psykopedagogisk Intervention (PPI) är en pedagogisk metod inom psykoterapi.
Psykopedagogisk Intervention har sitt ursprung i psykopedagogisk familjeterapi. Psykopedagogiken har över tid utvecklats till en metodik som kan ingå i en specifik psykoterapimodell eller tillämpas som fristående, kompletterande pedagogisk del i ett multimodalt behandlingsprogram. Syftet är utbildning och resursbetonat stöd med hjälp av färdighetsträning, som ett samarbetsförstärkande komplement till övriga insatser (psykologiska, sociala och farmaka). Närheten till behandlingsmetodik har gjort det svårt att ibland avgränsa metodiken och det har diskuterat huruvida metod är att betrakta som en psykoterapimodell eller inte.

## Bakgrund
Under 1970-talets slut skapades den första familjebaserade behandlingsmodell vid psykos, som inkluderade utbildning . Anderson och Hogarty skapade 1976 ett projekt vari de benämnde metodiken som ”psykopedagogisk familjeintervention” utifrån sin betoning på utbildning.
Fokus var också att prova befintliga och alternativa metoder. Deras drivkraft var att hitta en modell som baserades på den samtida forskningen kring psykoser ur ett neuro- och beteendevetenskapligt perspektiv som också var anhörigstödjande. De integrerade Stress-sårbarhetsmodellen med forskningen kring Expressed emotion  och kombinerade detta med utbildning och aktivt samarbete med de anhöriga. Man gick också ifrån benämningen familjeterapi och talade istället om familjeintervention, för att betona avståndstagandet till idén om familjen som sjuk.
Inspirationen var delvis hämtad från inlärningsteoretisk metodik när det gällde färdighetsträning och problemlösning , men de omformulerade metoderna till en familjerelationell/systemisk kontext. Den psykopedagogiskt baserade familjebehandlingen formulerades därmed som en kombination av bio-psyko-social metoder. Familjesamarbetet baserades på att undvika konfrontation eller häftiga känslomässiga uttryck i intensiva och ostrukturerade familjesessioner (minska Expressed emotion). Familjestödet delades upp i en anhörigdel, en patientdel och en familjedel. Den symtombelastade familjemedlemmen fick separat stöd, social färdighetsträning och hjälp med symtomhantering. Anhöriga deltog i workshops i grupp med fokus på ökad kunskap och erfarenhetsutbyte. Familjesessionerna fokuserade på kommunikationsträning och problemlösning. De systemiska perspektiv och 13 tekniker som användes, var kopplade till strukturell, integrativ familjeterapi samt cirkulär intervjumetodik utifrån uppfattningen att dessa var icke anklagande. 
Nyckelorden för terapeuten var aktivt ansvarstagande, direktiv stil, resursbetoning, stödjande tydlig kommunikation, samarbete, kontrakt och nutidsfokus. Kopplingen mellan systemisk terapi och Psykopedagogisk familjeterapi har diskuterats flitigt genom åren, ofta utifrån olikheter/likheter .

## Olika modeller
Psykopedagogiken har över tid utvecklats till två större modeller  dels en beteendeorienterad psykopedagogik (social färdighetsträning, Ett självständigt liv [ESL], beteendeinriktat familjestöd) och dels finns det en eklektisk modell som baseras på systemteori och social inlärningsteori. 
Den beteendeorienterade modellen representeras av Falloon och Lieberman. Denna typ av psykopedagogik baseras på ett standardiserad och tydligt strukturerat upplägg. 
De eklektiska modellerna representeras av Anderson, Reiss och Hogarty (Pittsburgmodellen), Leff och Vaughn (Londonmodellen), samt Goldstein och kollegor(UCLA modellen). Kännetecknande för dessa är just tillämpning av olika metoder, men framförallt återfinns de systemiska perspektiven och teknikerna tydligt med fokus på familjen. En multifamiljemodell har också utvecklats  med utgångspunkt i Pittsburgmodellen.  
I Sverige introducerades psykopedagogiken av Tina Orhagen och Giacomo d ́Elia under 1990-talets början. Deras forskning bidrog till en integrativ modell, benämnd som ”Linköpingsmodellen” . Denna kan beskrivas som en kognitivt orienterad modell men, den utgår ifrån fokus på anhöriga och familj. Upplägget består av utbildning (individuellt, familj, grupp), familjestöd (problemlösning, kommunikationsträning) samt känslomässigt stöd (via intresseföreningar/ självhjälpsgrupper).
Den teoretiska basen vilar på Stress-sårbarhetsmodellen, Expressed emotion, salutogenes  samt anhörigsamarbete . Utgångspunkter är; 
- symtomen orsakas inte av de anhöriga,
- tillstånden har en bio-psyko-social förklaring och behandlas utifrån detta
- familjen är en resurs,
- kunskaper och färdigheter minskar stress i familjen samt förebygger återfall i symtom,
- stärka det som fungerar och stödja det som är sårbart.

Psykopedagogiska interventioner kan utföras i många olika format (individuellt, familj,multifamilj eller i grupp). Ofta skapas kombinationer av dessa format i form av program .  
Psykopedagogisk intervention kompletterar och förstärker effekten av psykologisk och farmakologisk behandling, men har inte dokumenterad effekt som isolerad metod. Psykopedagogisk intervention som del i multimodal behandling har visat sig minska risken för återfall i symtom med upp till 85 %, samt en halvering av behovet av slutenvård och en ökad livskvalité för både symtombärare och anhöriga . Effekten från Psykopedagogisk intervention har kunnat observeras upp till 2 år efter avslutning . Idag finns flera behandlingsprogram som kan beskrivas som psykopedagogiska och det tillämpas inom psykiatrisk, somatisk behandling samt socialtjänst. Programmen har utvecklats för vuxna i huvudsak, men det finns också ett antal program för tonårsfamiljer. Det behövs dock fortfarande mer kunskap om just metodens tillämpning i tonårsfamiljer . 
Inom Barn- och ungdomspsykiatrin i Stockholm utvecklades under perioden 2004-2009 en anpassad modell för målgruppen unga med psykotiska och bipolära syndrom. Denna hämtade sin inspiration från Linköpingsmodellen, men betonade den systemteoretiska (familjerelationerna) metodiken .

## Forskningsstöd
Det vetenskapliga stödet för Psykopedagogisk intervention anses generellt vara starkt . Starkast stöd har familjebaserad psykopedagogisk intervention. 
Det vetenskapliga stödet för gruppbaserad Psykopedagogisk intervention för patienter är mindre och behöver utvärderas mer . Gruppbaserad Psykopedagogisk intervention för anhöriga har vetenskapligt stöd, men kan inte sägas vara mer effektivt än familjebaserad Psykopedagogisk intervention i nuläget. Hittills har den kliniska tillämpning i störst utsträckning inriktats på Psykopedagogisk intervention till anhöriga och därefter till familjer.[källa behövs]